# Car Button Cloth
Car Button Cloth — седьмой студийный альбом американской рок-группы The Lemonheads. Он был выпущен 15 октября 1996 года лейблом Atlantic Records, последний по их контракту с этой звукозаписывающей компанией. Группа в основном состояла из самого Дандо, играющего на многих инструментах, включая его обычные гитары и вокал, и Патрика Мерфи на барабанах, а также ряда сессионных музыкантов и продюсера Брайса Гоггина, заменявших другие инструменты. После записи альбома Билл Гибсон, игравший на бас-гитаре в нескольких треках, присоединился к группе для разогревающего тура вместе с Дандо и Мерфи.

## История
Несмотря на то, что альбом получил прохладные отзывы и не был столь коммерчески успешным, как два предыдущих альбома Lemonheads, It’s a Shame About Ray и Come On Feel the Lemonheads, Car Button Cloth в последние годы приобрёл небольшую культовую популярность. Треки «It’s All True» и «If I Could Talk I’d Tell You» (соавтор Юджин Келли из Vaselines) были выпущены в качестве синглов в Европе. «Purple Parallelogram», песня, написанная Dando и Ноэлем Галлахером из Oasis, изначально была включена в рекламные копии Car Button Cloth между «Something’s Missing» и «Knoxville Girl», но, как сообщается, была удалена по просьбе Галлахера. Альбом стал последним студийным релизом The Lemonheads за десятилетие, когда они выпустили долгожданный одноимённый альбом, в то время как фронтмен группы и единственный оставшийся оригинальный участник Эван Дандо выпустил свой первый официальный сольный альбом Baby I’m Bored в 2003 году (концертный альбом и EP были выпущены в Австралии двумя годами ранее).

## Отзывы
| Оценки критиков      | Оценки критиков |
| Источник             | Оценка          |
| -------------------- | --------------- |
| AllMusic             | [ 6 ]           |
| Chicago Tribune      | [ 1 ]           |
| Entertainment Weekly | B+              |
| The Guardian         | [ 8 ]           |
| Los Angeles Times    | [ 9 ]           |
| NME                  | 8/10            |
| Q                    | [ 10 ]          |
| Rolling Stone        | [ 4 ]           |
| Spin                 | 8/10            |
| Uncut                | 8/10            |

Альбом получил в целом смешанные отзывы от современных музыкальных критиков.
Джек Рэбид из AllMusic отметил, что «Car Button Cloth — это зрелая работа, более разрозненная, но в конечном итоге более удовлетворяющая, чем уважаемая It’s a Shame About Ray, и лучше продуманная, чем судорожная, судорожная Come on Feel the Lemonheads. Важны хуки, которых много и которые часто мгновенно оказываются вне времени, и голос Дандо, который становится все более убедительным, чувствительным, гортанным, интроспективным, скромным и резким с каждым разом. И общее отношение, которое свободно, но сочится искренностью, серьёзностью и настоящими чувствами. Конечно, у Дандо есть все необходимое, и такие песни, как „It’s All True“ и „Break Me“, — это те, которые миллион групп будут годами работать в 7-11 лет, чтобы назвать своими. Это кажется почти несправедливым; он написал так много замечательных песен за это десятилетие. Но что не менее важно, Дандо довёл до совершенства искусство быть самим собой, без претензий, и это чертовски честно, реально и приятно, чем целый грузовик переоценённого, супер-модного, андеграундного продукта в этом году, который, хотя и гораздо более высоколобый, в конечном итоге является зажатым, расчётливым, удушающим и бесполезным по сравнению с ним. Я бы предпочёл пойти туда, где настоящее веселье, и оно здесь. Первые три песни сами по себе — это как любовь с первого прослушивания».

## Список композиций
Все композиции написаны Эваном Дандо, за исключением особо оговоренных случаев.
1. «It’s All True» — 2:15
2. «If I Could Talk I’d Tell You» (Dando, Юджин Келли) — 2:50
3. «Break Me» — 3:34
4. «Hospital» — 2:54
5. «The Outdoor Type» (Tom Morgan) — 2:35
6. «Losing Your Mind» — 5:36
7. «Something’s Missing» — 2:47
8. «Knoxville Girl[англ.]» (народная; аранжировка Дандо) — 3:53
9. «6ix» — 2:39
10. «C’mon Daddy» (Dando, Epic Soundtracks) — 3:32
11. «One More Time» — 2:39
12. «Tenderfoot» (Morgan, Adam Young) — 2:01
13. «Secular Rockulidge» — 5:33

## Чарты
| Чарт (1996)                      | Высшая позиция |
| -------------------------------- | -------------- |
| Австралия (ARIA)                 | 36             |
| Швеция (Sverigetopplistan)       | 54             |
| Великобритания (UK Albums Chart) | 28             |
| США (Billboard 200)              | 130            |